# Plungė
Plungė (žemaitsky Plongė), je litevské město ležící v Žemaitské vysočině v Telšiaiském kraji na železniční trati Šiauliai-Klaipėda. V roce 2006 mělo Plungė 23 137 obyvatel.
Ve městě se nachází kostel Svatého Jana Křtitele a na severu města směrem k železničnímu a autobusovému nádraží pak neoklasicistní zámek Oginských se zámeckým parkem.
Narodila se zde Wanda Rutkiewiczová.

## Sport
- FK Babrungas fotbalový klub;
- KK Plungė basketbalový klub;

## Partnerská města

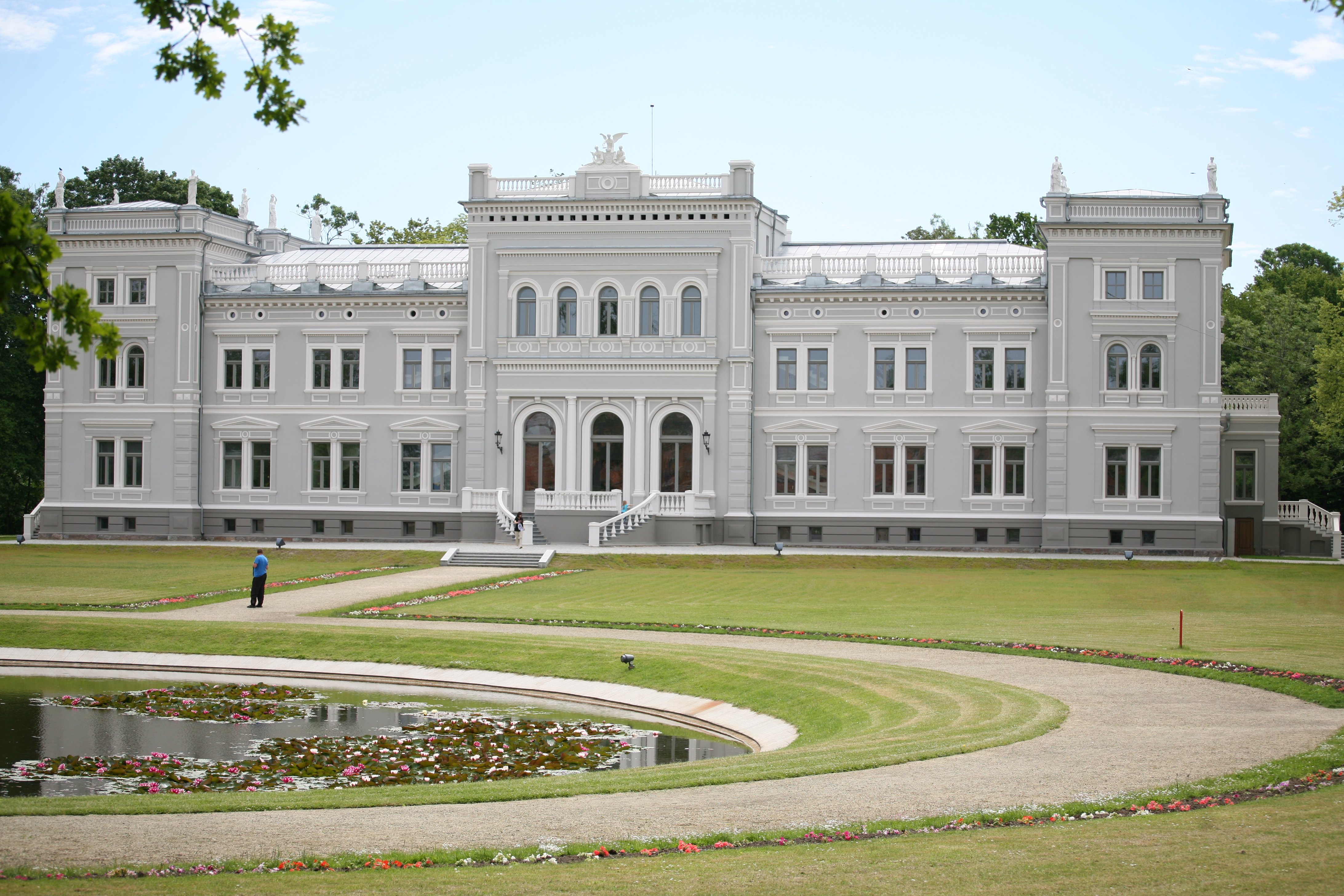
Zámek Oginských v Plungė

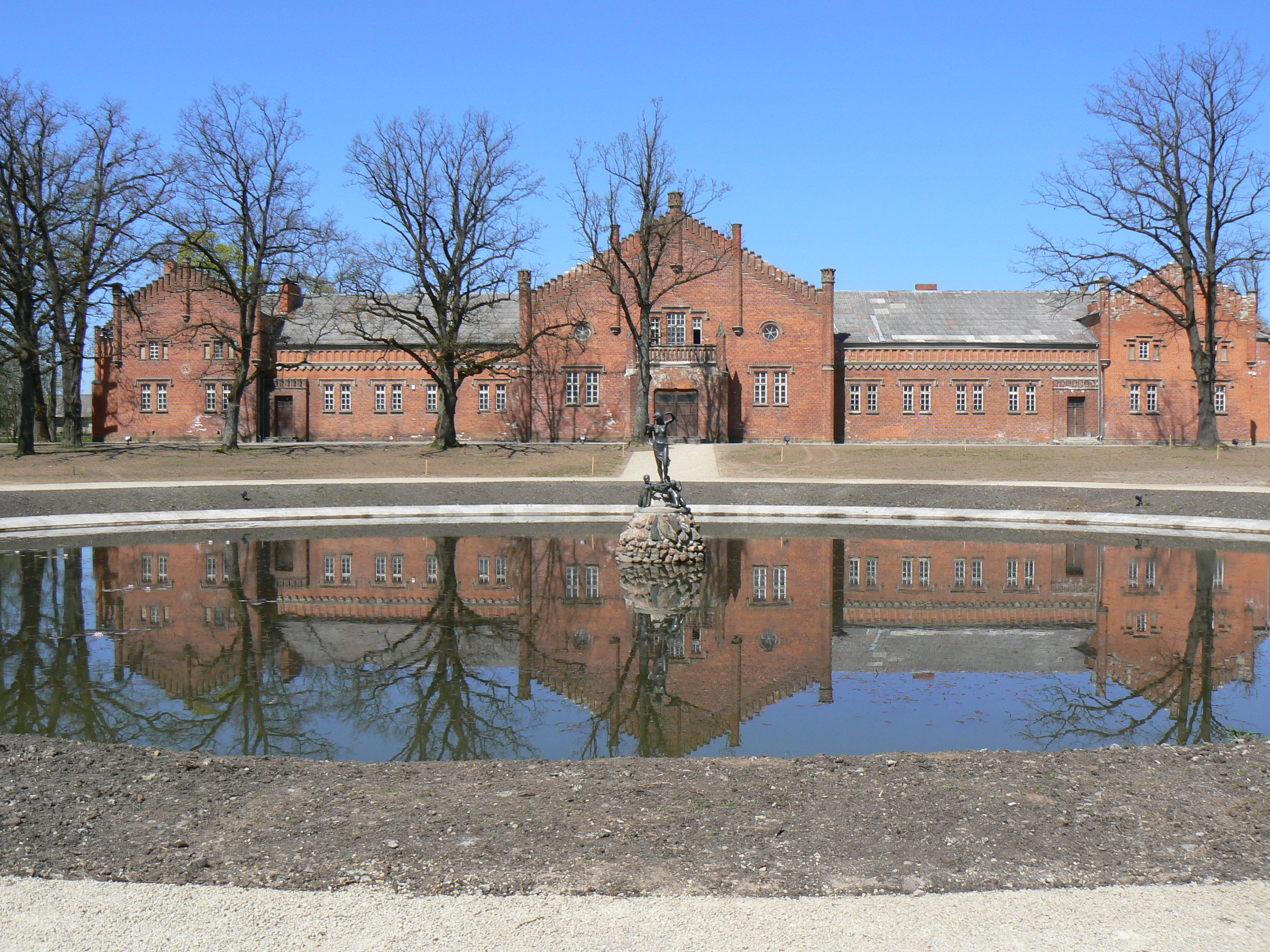
Zámek Oginských v Plungė, konírna

- Krasnogorsk, Rusko
- Menden, Německo[1]
- Bjerkreim, Norsko
- Boxholm, Švédsko
- kraj Viljandi, Estonsko
- Tukums, Lotyšsko
- Golub-Dobrzyń, Polsko
- Bruntál, Česko